# Trung tâm Prudential
Trung tâm Prudential (tiếng Anh: Prudential Center) là một nhà thi đấu đa năng ở quận kinh doanh trung tâm của Newark, New Jersey, Hoa Kỳ. Nhà thi đấu được thiết kế bởi HOK Sport (nay là Populous), với mặt ngoài được thiết kế bởi Morris Adjmi Architects. Được khánh thành vào năm 2007, đây là sân nhà của New Jersey Devils thuộc National Hockey League (NHL) và cũng là sân nhà của đội bóng rổ nam Seton Hall Pirates của Đại học Seton Hall. Nhà thi đấu có sức chứa chính thức là 16.514 người cho các trận đấu khúc côn cầu và khi được sử dụng cho các trận đấu bóng rổ, sức chứa được tăng lên đến 18.711 người. Người hâm mộ và các nhà báo thể thao đã đặt biệt danh cho nhà thi đấu này một cách thân thương là "The Rock", nhằm liên tưởng đến Núi Gibraltar, biểu tượng của tập đoàn Prudential Financial, một tổ chức tài chính sở hữu quyền đặt tên cho nhà thi đấu và có trụ sở chính cách nhà thi đấu một đoạn đường ngắn. Vào tháng 12 năm 2013, nhà thi đấu có doanh thu hằng năm tự báo cáo cao thứ ba tại Hoa Kỳ và cao thứ chín trên thế giới.
Nhà thi đấu được xây dựng trong bối cảnh Devils đang gặp khó khăn về tài chính và có nhiều tin đồn cho rằng đội sẽ chuyển sang thành phố khác, mặc dù trong suốt thời gian trước đó Devils luôn là ứng cử viên vô địch cúp Stanley và đội cũng đã vô địch hoặc đứng gần đầu bảng xếp hạng mùa giải chính của NHL trong hơn một thập kỷ. Nhà thi đấu nằm cách ga Newark Penn hai dãy nhà ở trung tâm thành phố Newark, ở ngay phía tây của quận Ironbound thuộc Newark, giúp người hâm mộ có thể dễ dàng đến nhà thi đấu qua New Jersey Transit, PATH, Đường sắt nhẹ Newark và Amtrak. Vào thời điểm khánh thành, Trung tâm Prudential là địa điểm thể thao phục vụ cho giải đấu lớn đầu tiên được xây dựng ở vùng đô thị New York kể từ khi Meadowlands Arena, sân nhà cũ của Devils, được khánh thành vào năm 1981. Theo chủ sở hữu của Devils, Trung tâm Prudential đã đóng vai trò quan trọng trong việc phát triển trung tâm thành phố Newark.